# Horst Reinsdorf

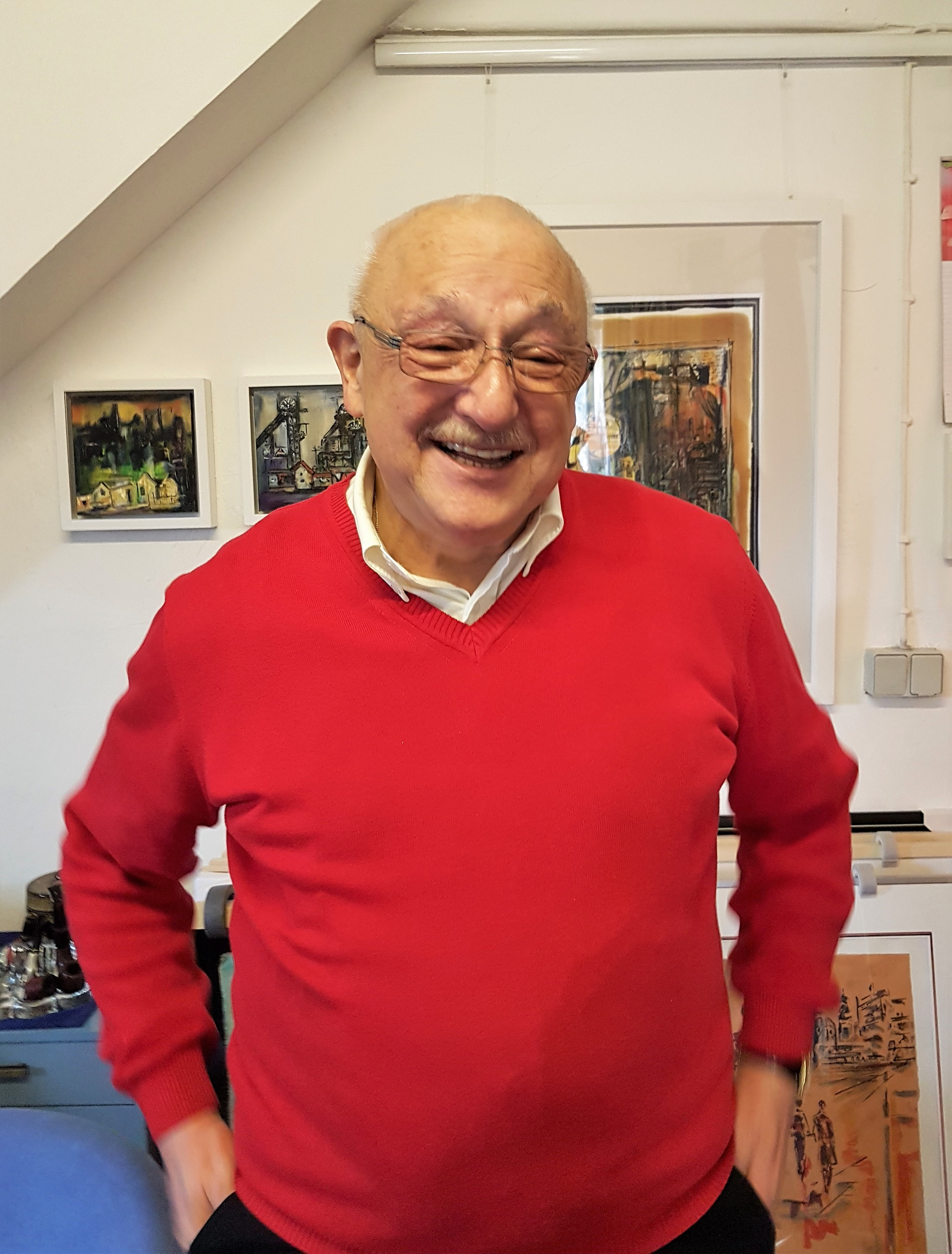
Horst Reinsdorf

Horst Reinsdorf (* 1947 in Zwenkau) ist ein deutscher Maler.

## Leben
Reinsdorf verbrachte seine Kindheit und Schulzeit in Völklingen. Er begann 1974 als Autodidakt mit der Malerei.

## Beruflicher Werdegang
Seit 1995 führt Reinsdorf ein eigenes Atelier mit Galerie in Luisenthal (Völklingen) mit ständig wechselnder Ausstellung und diversen Worshopangeboten.
Im Januar 2003 wurde in Zusammenarbeit mit der VHS Völklingen in den erweiterten Räumen des Ateliers ein Kulturtreff errichtet. Schwerpunkte sind Lesungen von saarländischen und lothringischen Autoren und Ausstellungen saarländischer Künstler.

## Ausbildung
- 1974 als Autodidakt mit der Malerei begonnen
- ab 1977 Weiterbildung an der VHS Saarbrücken
- Schüler bei:
  - Hein Bender
  - Manfred Güthler
  - Viktor Fontaine
  - Leo Erb

## Ausstellungsbeteiligungen
Im In- und Ausland u. a. in Sarreguemines, Moderne Galerie Saarbrücken, Nantes, Schloss Husum, Galerie „Lat di Tied“ auf Nordstrand, Galerie „Brunne“ in Luxemburg (Stadt), Galerie „Schmidt“ in Lebach, Schloss Saarbrücken, Mönchehaus Museum Goslar, Museum im Schloss Bad Pyrmont, Les Lilas bei Paris und Kunsthalle Dominikanerkirche Osnabrück, Kulturzentrum Villa Fuchs (Merzig) „Künstler der Region“.

## Einzelausstellungen
Im In- und Ausland u. a. in Galerie „Brunne“ Luxemburg, Rathaus Völklingen, Altes Kloster in Großrosseln, Volksbank Völklingen, Altes Rathaus Saarwellingen, Tuchfabrik (Kulturzentrum) Trier, Museum für Zeitgenössische Kunst „Amüseum“ in Saarburg, Galerieraum der VHS Altes Rathaus Völklingen, Schlößchen Püttlingen, Médiathèque von Forbach, Galerie im Hofhaus Beaumarais, Landtag des Saarlandes, Galerie im Rathaus Riegelsberg, U.T.Z. St. Wendel, Galerie Neuheisel Saarbrücken, Schloss Niederweis, (Region Luxemburg-Deutschland).

## Studienreisen
nach Frankreich, Schweiz, Italien, Norwegen, Spanien

## Projekte
- diverse Workshopangebote
- Gestaltung von Projektwochen an Schulen (z. B. Vogelsangschule/Saarlouis, Hauptschule/Siersburg, Grundschule/Rehlingen, Regenbogenschule/Wehrden)
- Dozent im Jugend- und Erwachsenenbereich an der  Malschule Schwalbach, VHS Völklingen und im eigenen Atelier
- Planung, Organisation und Durchführung des „Südwestdeutschen Aquarellpreises“ 2002 & 2004
- Mitarbeiter des Projekts „MUS-E“ für die Yehudi Menuhin Stiftung Düsseldorf
- 2005 Gestaltung und Ausführung (Mithilfe von Gymnasialschülern) des Bühnenbildes für „Zar u. Zimmermann“ (11,5 × 5,20 Meter) für das Theater am Ring      Saarlouis im Auftrag der Stadt Saarlouis
- 2008 Gestaltung des Eingangs und des Speiseraumes des deutsch-französischen Kindergartens im Lauterbach (Kunst am Bau)
- 2011  Kunst am Bau  Gemeinschaftshaus Geislautern  5 Bilder zur Geschichte  von Geislautern (je 1,25x1,25)
- 2015  Gestaltung Platz der Versöhnung an der Evangelischen Kirche Völklingen mit 7 Stahlfiguren Je 3,00 Meter Höhe
- 2016–2019  Gestaltung der Innenräume der Grundschule Rastpfuhl im Rahmen der Schulkulturgemeinsam  mit den Kindern.
- 2019 Gestaltung des Schulhofes der Grundschule Folsterhöhe ( Gesponsert von ZF )
- 2021 Gestaltung des Globus Kreisels in Völklingen  ( Stadt Völklingen  Globus Völklingen )

## Buchillustrationen
- „Der Vogelkönig von Beenshallig“ von Georg Kullik
- „Zornige, zärtliche Zeit“ von Martina Merks-Krahforst
- „Der wundervolle Supermarkt des Monsieur Gruyère“ von Norbert Breuer
- „Wasserwesen – Feuerfrau“ von Martina Merks-Krahforst
- „Danse des frontières“ (Tanz der Grenzen) von Martina Merks-Krahforst
- „Am Liebesrand“ aus dem Etaina Verlag in Tholey
- „Rasende, ruhende Zeit“ (zweisprachige Anthologie) Etaina Verlag
- „Blues des Lebens“

## Schwerpunkte
- Techniken: Öl, Grafik, Aquarell, Druck und Skulpturen
- 1990–1993 Harlekinaden
- ab 1993 Völklinger Farbstiftzeichnungen
- ab 1996 „Farbsilben“
- ab 2000 „Haupt- und Nebenwege“
- ab 2004 Serie „Toujours“
- ab 2005 Serie „Licht“ (Weltkulturerbe „Völklinger Hütte“) und „Werksgruppe“ (3D-gestaltete Figuren)
- ab 2008 Serie Stationen
- ab 2009 Serie Räume
- ab 2014 Serie Begegnungen

## Preise und Auszeichnungen
- 1990 1. Preis Aquarelle bei der „Biennale de Peinture“ in Forbach
- 1992 2. Preis Aquarelle dessin professionel bei der „Biennale de Peinture“ in Forbach
- 2000 1. Preis Design bei der „Semaine culturelle“ in Creutzwald
- 2003 1. Preis Malfestival Völklingen-Forbach
- 2009 1. Preis Malfestival Forbach Völklingen
- 2010 1. Preis Prix de la Ville Creutzwald (aus allen Kategorien)
- 2011 1. Preis Biennale de Peinture Forbach CatégoriePeinture à Eau et Dessin
- 2016 2. Preis Design Salon International Du Chepal Thionville
- 2018 Bürgermedaille der  Stadt Völklingen
- 2019 1. Preis Design Aquarell Professionell Biennale de Peinture Forbach

## Werke im Besitz von privaten Sammlungen, Museen und öffentlichen Gebäuden
- Mönchehaus Museum Goslar
- Nord LB in Luxembourg
- Stadt Völklingen
- Sammlung Schneider St. Ingbert
- Volksbank Völklingen
- Stadt Forbach
- Arge Völklingen
- Gemeinde Schwalbach

## 25 Jahre – Retrospektive
- 2019 Sonntag, 24. November im Atelier in Luisenthal
